# 양피지

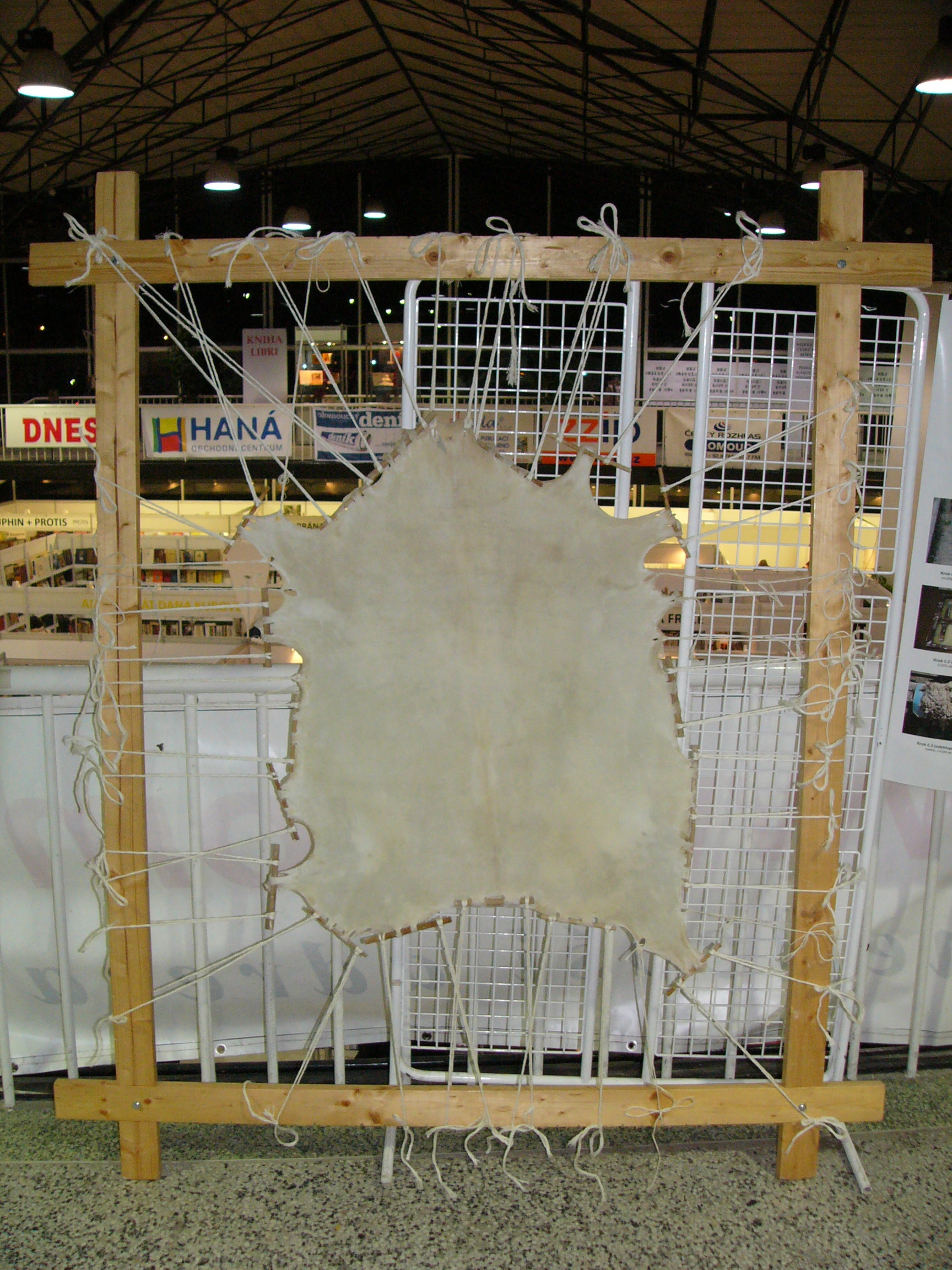
양피지

양피지(羊皮紙)는 양의 가죽을 씻어 늘인 다음 석회로 처리하여 건조 표백한 글씨를 쓰기 위한 재료이다. 이집트에서 파피루스의 수출이 제한되었을 때 페르가몬에서 주로 사용하였으며, 중세 유럽에서 많이 사용하였다.

## 양피지 특징
양피지는 파피루스 및 초기의 종이에 비해 견고하고 장기간 보존이 용이하다. 그러나 값이 비싸고 무거운 것이 단점이다.

## 양피지 탄생 과정
1. 양피지를 만들기 좋은 원피를 선택한다.
2. 흐르는 물에 깨끗하게 씻는다.
3. 석회를 넣은 물에 8~10일 동안 담가서 표백 과정을 거친다.
4. 경석을 이용해 표면을 문지른다.
5. 건조 과정을 거친 후, 가장자리를 잘라 틀에서 빼내고 줄에 건다.[2]

## 양피지의 새로운 발견
2020년 11월, 미국 로체스터공과대(RIT) 학생 연구팀이 15세기 양피지에서 숨겨진 문서를 발견해 이목을 집중시켰다. 연구팀은 교내 도서관에서 십여 년간 보관 중인 15세기 양피지를 대상으로 이미지처리 작업을 진행했다. 그러자 한 양피지에서 프랑스어로 된 문서가 떠올랐다. 이 문서는 현재 해독 중이다.
도서관 책임자는 "비슷한 중세 양피지를 미국의 한 연구자가 조사하고 있지만, 숨겨진 문서가 발견된 사례는 없어 매우 놀랍다"고 말했다. 이번 비밀문서로 역사를 바꿀 중대한 사실이 발견될 수 있다는 기대감이 크다.